# Vestingsdivisie Swinemünde
De Vestingsdivisie Swinemünde (Duits: Festungs-Division Swinemünde) was een Duitse infanteriedivisie tijdens de Tweede Wereldoorlog. De divisie werd opgericht in januari 1945. De eenheid deed in haar bestaan dienst in en rondom Swinemünde. 
Op 28 maart 1945 werd de divisie, die onder leiding stond van Generalmajor Arthur Kopp, ontbonden.

## Samenstelling
- Festungs-alarm-Regiment 1
- Festungs-Alarm-Regiment 2
- Festungs-Alarm-Regiment 3
- Festungs-Alarm-Regiment 4
- Festungs-Alarm-Regiment 5
- Küsten-Artillerie-Lehr-Abteilung